# Canal del Reguerón
El Canal del Reguerón es un canal localizado en la Región de Murcia (España). Fue construido para llevar las riadas del Guadalentín aguas abajo de la ciudad de Murcia, proyectado por el ingeniero Sebastián Feringán en el siglo XVIII. Discurre por la zona sur de la Huerta de Murcia, en dirección suroeste-noreste, bordeando la capital murciana. Desemboca en el río Segura en el paraje del Rincón de Villanueva, entre Beniaján y Llano de Brujas.

## Problemática
El peligro permanente de las ríadas del Guadalentín y sus catastróficas consecuencias en la ciudad de Murcia y su entorno dada la especial confluencia que este tenía con el Segura a partir del campo de Sangonera (en forma de cono de deyección donde el caudal se perdía en una intrincada red de acequias, boqueras y "regajos" fluctuando en una amplia extensión que generaba multitud de problemas con cada riada), llevaron a los poderes públicos murcianos a plantear una solución definitiva al respecto. 
En este último tramo, el Guadalentín, si alguna vez tuvo un cauce definido, lo perdió por efectos de su propio aluvionamiento y la acción humana que quiso aprovechar sus aguas desde antiguo.
Llegado el siglo XVIII y el importante impulso económico que vivió el Reino de Murcia, se dispuso la realización de un canal para conseguir que este irregular afluente confluyera de una forma definida con el Segura en un punto alejado de la ciudad.

## Historia
Este canal fue proyectado en diversas ocasiones sin llegar a realizarse, como los planes anteriores de Melchor de Luzón (siglo XVII) y Martínez de la Vega. Tuvo que ser el ingeniero militar Sebastián Feringán, director de las obras que la Armada española acometía  por entonces en Cartagena, el que fuera llamado a realizar el nuevo cauce poco después de la desastrosa riada de 1733.
Según el proyecto, que al parecer se inspiró en los anteriores citados, debía tener 15 varas de anchura y cinco o seis palmos de hondo. Los muros laterales serían de 12 a 16 palmos de alto, de modo que la profundidad total andaba alrededor de los veinte palmos. Este primitivo Reguerón no acababa, como el actual, en el Segura. Sus aguas, unidas a las acequias de la zona, se dividían en diversos cauces avenados por el llamado azarbe de Hurchillo, confluyendo con el Segura tras pasar Orihuela.
La falta de un desagüe eficaz se reveló pronto muy perjudicial, pues las aguas abundantes que sobrepasaban las necesidades de riego tendían a estancarse, convirtiendo en un pantano las pedanías de Algezares y Los Garres, trasladando por tanto el mismo problema anterior al sector sureste de la huerta hasta Beniel.

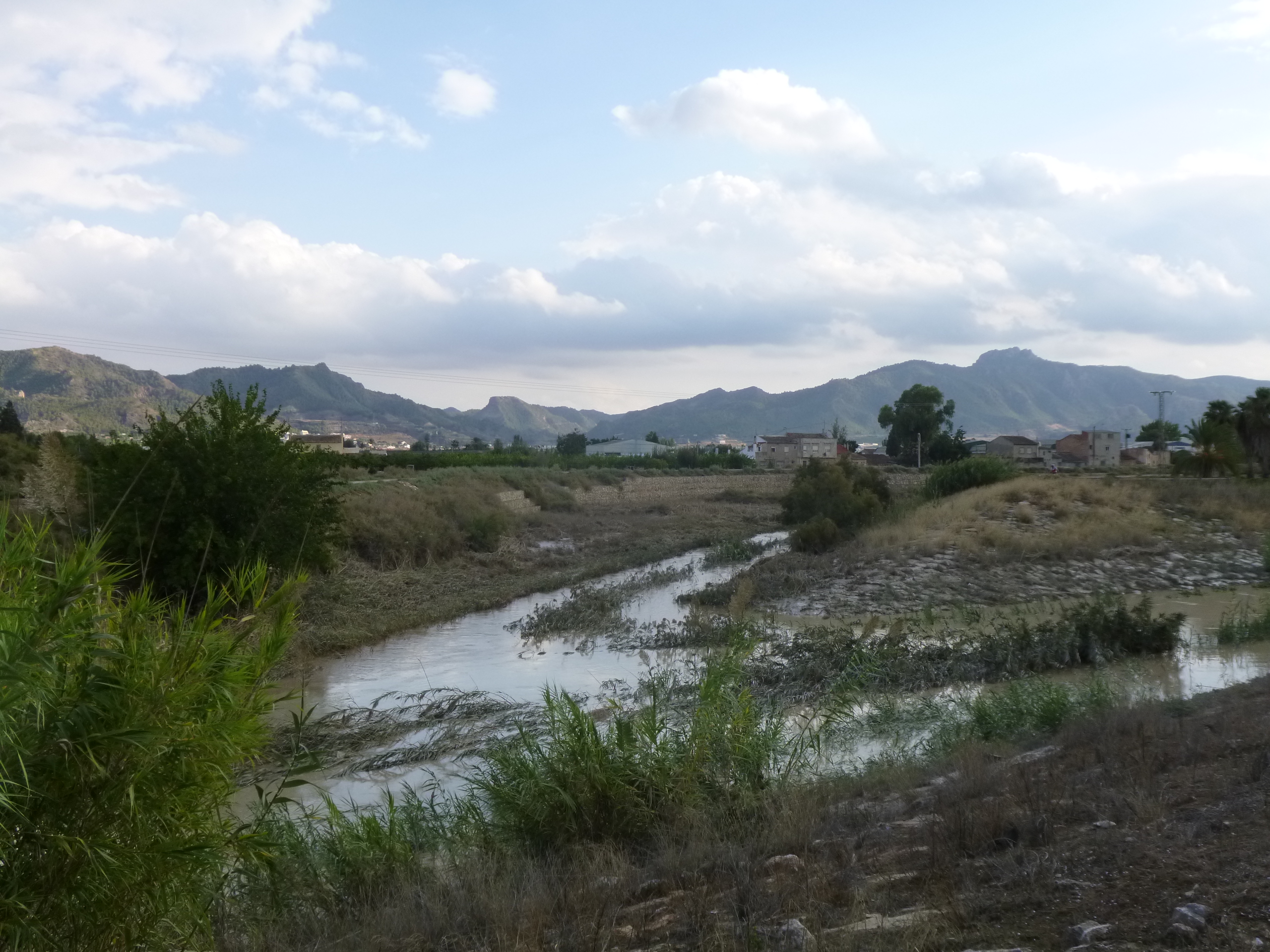
Confluencia actual del río Segura (derecha) y el Canal del Reguerón (izquierda), en el Rincón de Villanueva (Beniaján).

Para evitar estos males, después de la inundación de 1825, el corregidor Garfias patrocinó la construcción de un sangrador en el lugar denominado La Azacaya, para avenar esta área y enviar al Segura las aguas sobrantes estancadas, saneando la zona. Este desagüe, evidentemente provisional, se reveló pronto insuficiente, sobre todo después de la riada de 1877. En consecuencia, el ayuntamiento de Murcia acordó en octubre de 1878 abrir un nuevo cauce que sirviera de cola al Reguerón, llevando su caudal al Segura aguas abajo de La Azacaya, hasta el llamado Rincón de Villanueva.
Muy pronto también se revelaría esta obra como poco apta, ya que la salida del Reguerón al Segura se situó a 4 metros sobre el cauce de éste, y con la poderosa riada de Santa Teresa del año siguiente el cauce quedó roto en ese lugar, inundándose la parte norte de la huerta. La voz popular denominó entonces a tan desafortunada obra como "el zanjón del diablo" o "de la muerte".
Posteriormente, la Comisión de Obras de defensa contra las inundaciones en las Provincias de Levante, bajo la dirección de varios ingenieros, realizó entre 1895 y 1908 el "Proyecto de obras de reforma del Canal del Reguerón", recreciendo la capacidad del mismo de los 60 m3/s iniciales hasta los 100 m3/s y reduciendo considerablemente la diferencia de cota de la confluencia. En los años 40 del siglo XX se recrecieron los márgenes hasta alcanzar una capacidad de 300 m3/seg, la misma que tiene actualmente.